# Unión Postal de las Américas, España y Portugal

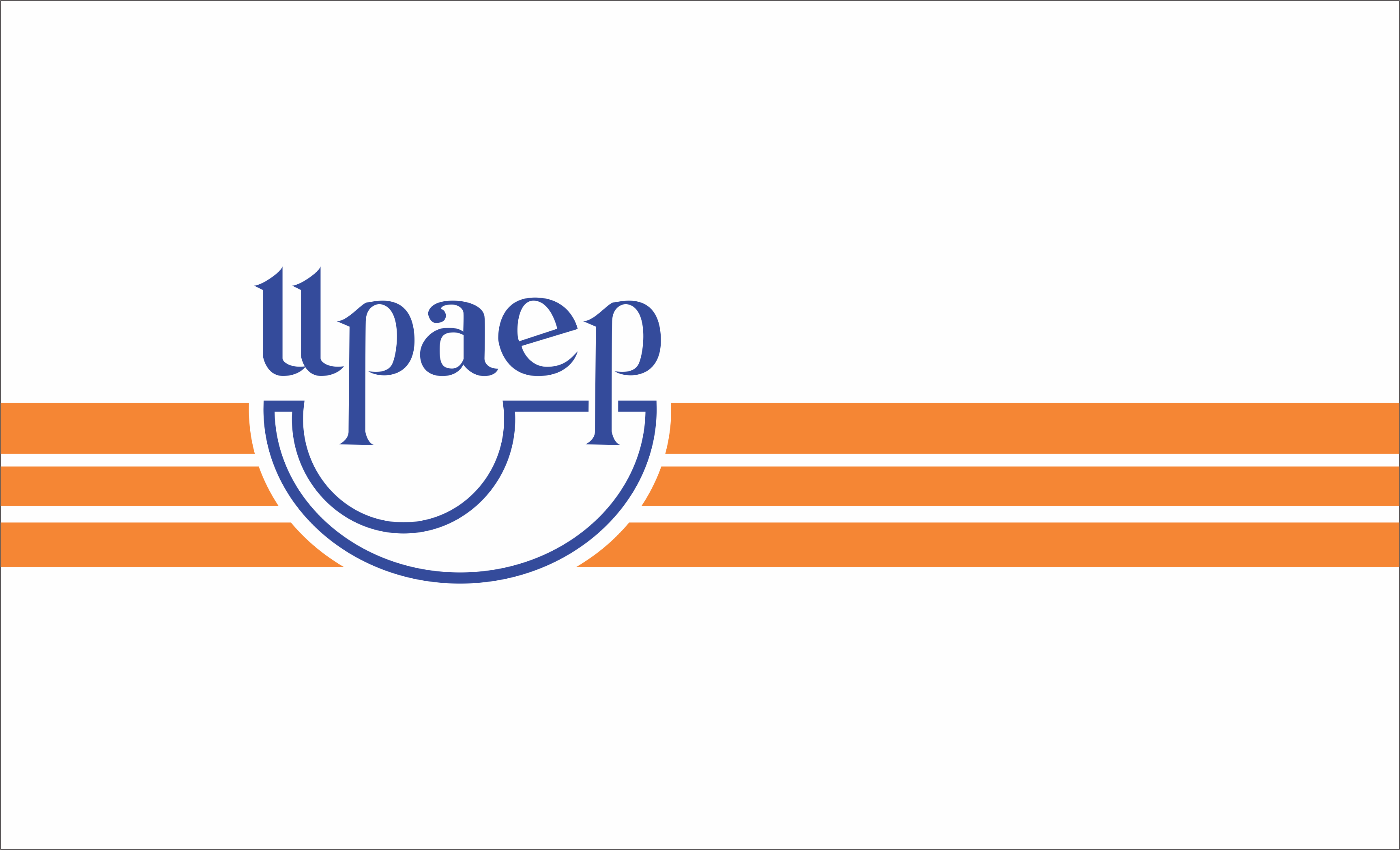
Bandera de la entidad.

La Unión Postal de las Américas, España y Portugal (UPAEP) es un Organismo Internacional de carácter Intergubernamental, fundado en el año 1911, tiene su sede en la ciudad de Montevideo, Uruguay. Conformado por los gobiernos de 28 países miembros y cuya finalidad primordial es promover la Cooperación Técnica para el desarrollo postal entre los Países Miembros.
La UPAEP forma parte de la Unión Postal Universal como Unión Restringida.

#### Objetivos
- Promover la prestación del servicio postal universal, así como el desarrollo del sector postal en la región, mediante su reforma en los países o territorios miembros, transformando y modernizando sus organizaciones y capacitando a sus recursos humanos;
- Coordinar y fomentar una eficiente cooperación para el desarrollo postal de los países o territorios miembros;
- Coordinar y fomentar el intercambio de información y conocimiento en los ámbitos operativo, regulatorio y gubernamental;
- Mejorar la calidad de servicio, la interconexión y la seguridad de las redes, a través de la promoción y aplicación de las tecnologías de la información y de las comunicaciones que permita la medición del desempeño de los servicios postales así como una mayor fiabilidad en el intercambio de datos entre los países o territorios miembros, coadyuvando a satisfacer de esta forma las demandas de los usuarios y clientes;
- Garantizar la integración de sus acciones y estrategias en el marco de la Estrategia Postal Mundial adoptada por la Unión Postal Universal “UPU”, favoreciendo la interacción, coordinación y comunicación con dicha Organización, las demás Uniones Restringidas, otros organismos internacionales y demás partes vinculadas al sector postal.

#### Misión
Promover el fortalecimiento de la regulación e impulsar la reforma y la cooperación técnica para la transformación y el desarrollo sostenible del sector postal, que asegure el acceso a servicios de calidad en los países y territorios miembros, así como el consenso en los temas de mayor trascendencia para su integración.

#### Visión
Ser el Organismo Regional Intergubernamental líder de la transformación del sector postal que contribuya de forma significativa al desarrollo económico y social sostenible de los países y territorios miembros.

## Historia
Sus objetivos son: coordinar los servicios postales de sus integrantes y facilar la comunicación postal. Los cuerdos continentales previos de uniones postales son:
- Unión Gran Colombiana (1838) integrada por Ecuador, Venezuela y Colombia.
- Convención de Lima de 1848: Bolivia, Chile, Ecuador, Colombia y Perú
- Convención de Lima de 1864: Bolivia, Colombia, Ecuador, Guatemala, El Salvador, Perú y Venezuela.
- El Acuerdo Postal Bolivariano de 1911 (Bolivia, Colombia, Ecuador, Perú y Venezuela)

La integran los servicios de correo públicos de los siguientes países (ordenados según año ingreso):
Argentina (1911), Bolivia (1911), Brasil (1911), Colombia (1911), Chile (1911), Ecuador (1911), Paraguay (1911), Perú (1911), Uruguay (1911), Venezuela (1911), México (1921), EE. UU. (1921), Guatemala (1921), Nicaragua (1921), Costa Rica (1921), Panamá (1921), Cuba (1921), República Dominicana (1921), Honduras (1926), España (1926), Haití (1931), Canadá (1931), Portugal (1990), Antillas Neerlandesas (1992), Aruba (1992), Surinam y Andorra.
Otras uniones restrictivas en el ámbito de América y el Caribe son:
- Associação de Operadores de Correios e Telecomunicações dos Países e Territórios de Língua Oficial Portuguesa (AICEP, 1998). Brasil y Portugal la integran la integra
- Caribean Postal Union (CPU, 1997), participa Surinam, Aruba y Antillas Neerlandesas, además de los países del Caribe.

## Países miembros
| Argentina (Correo Argentino) Aruba (Post Aruba) Bolivia (Agencia Boliviana de Correos) Brasil (Correios) Canadá (Canada Post) Chile (Correos de Chile) Colombia (Servicios Postales Nacionales) Costa Rica (Correos de Costa Rica) Cuba (Empresa de Correos de Cuba) Curaçao (Cpost International) República Dominicana (Instituto Postal Dominicano) Ecuador (Correos del Ecuador) El Salvador (General Postal Directorate) Guatemala (Correo de Guatemala) | Haití (Post of Haiti) Honduras (Honducor) México (Correos de México) Nicaragua (Correos de Nicaragua) Panamá (Correos y Telégrafos Nacionales de Panamá) Paraguay (Correo Nacional Paraguayo) Perú (Servicios Postales del Perú) Portugal (Correios de Portugal) España (Correos) Sint Maarten (Postal Services St Maarten) Surinam (Surpost) Estados Unidos (Servicio Postal de los Estados Unidos) Uruguay (Correo Uruguayo) Venezuela (Instituto Postal Telegráfico de Venezuela) |